# 표현의 자유 구역
표현의 자유 구역(Free speech zone) 또는 수정헌법 제1조, 언론자유 구역, 시위 구역은 미국의 공공 장소에 따로 마련된 구역으로 정치적 항의를 목적으로 한 표현이 허락되어 있는 곳이다. 미국 헌법 수정 제1조에 따르면 "의회는 국민의 평화로운 집회 권리와 정부에 불만 해결을 청원할 수 있는 권리를 축소하는 어떠한 법률도 제정할 수 없다"고 명시되어 있다. 표현의 자유 구역의 존재는 정부가 표현의 내용이 아닌 그 표현의 시간, 장소, 방식을 합리적으로 규제할 수 있다는 미국 법원의 결정에 근거한 것이다. 하지만 이러한 결정에 반대하는 자들은 이런 구역의 존재 자체가 헌법을 위반하는 것이라고 주장하며 이 구역들을 제거해야 한다고 주장하기도 한다.